# Grand Prix van Salon 1948
De Grand Prix van Salon 1948 was een autorace die werd gehouden op 10 oktober 1949 op het Autodrome de Linas-Montlhéry in Bruyères-le-Châtel.

## Uitslag
| Positie | Rijder                       | Team          | Ronden | Tijd/Opgave |
| ------- | ---------------------------- | ------------- | ------ | ----------- |
| 1       | Louis Rosier                 | Talbot-Lago   | 48     | 2:03:52.9   |
| 2       | Pierre Levegh                | Talbot-Lago   | 48     | +1:16.9     |
| 3       | Yves Giraud-Cabantous        | Talbot-Lago   | 46     | +2 ronden   |
| 4       | Henri Louveau Robert Brunet  | Maserati      | 45     | +3 ronden   |
| 5       | Guy Mairesse                 | Maserati      | 45     | +3 ronden   |
| 6       | André Morra                  | Maserati      | 43     | +5 ronden   |
| 7       | Marc Versini                 | Delage        | 42     | +6 ronden   |
| 8       | Reg Parnell                  | Maserati      | 42     | +6 ronden   |
| 9       | Robert Manzon                | Simca-Gordini | 40     | +8 ronden   |
| 10      | Richard Ramseyer             | Maserati      | 34     | +14 ronden  |
| NF      | Igor Troubetskoy             | Simca-Gordini | 39     |             |
| NF      | Georges Grignard             | Talbot-Lago   | 35     |             |
| NF      | Claude Bernheim Louis Chiron | Talbot-Lago   | 32     |             |
| NF      | Maurice Monnier              | Bristol       |        |             |
| NF      | Robert                       | Dého          |        |             |
| NF      | Francisco Godia-Sales        | Maserati      |        |             |
| NF      | Luigi Chinetti               | Ferrari       |        |             |
| NF      | Charles de Cortanze          | Amilcar       |        |             |
| NF      | Alexander Orley              | BMW           |        |             |
| NF      | Juan Jover                   | Maserati      |        |             |
| NF      | Salvador Fábregas            | Maserati      |        |             |
| NF      | Birabongse Bhanubandh        | Maserati      |        | Transmissie |
| NF      | Leslie Johnson               | ERA           |        | Benzinetank |
| NF      | Eugène Chaboud               | Talbot-Lago   |        |             |
| NF      | Eugene Martin                | Jicey         |        |             |
| NS      | Louis Rosier                 | Talbot-Lago   |        |             |
| NS      | Jean Judet                   | Maserati      |        |             |